# Седефче
Седе́фче (болг. Седефче) — село в Кирджалійській області Болгарії. Входить до складу общини Момчилград.

## Населення
За даними перепису населення 2011 року у селі проживали 173 особи, з них 171 особа (98,8%) — турки.
Розподіл населення за віком у 2011 році:
Динаміка населення: